# Kreis Greifenberg
Kreis Greifenberg var från 1816 till 1939 en Landkreis i Regierungsbezirk Stettin i Provinsen Pommern.
Kreis Greifenberg bestod av två städer — Greifenberg in Pommern och Treptow an der Rega — samt 80 Landgemeinden.
1. Arnsberg
2. Barckow
3. Batzwitz
4. Behlkow
5. Belbuck
6. Borntin
7. Broitz
8. Dadow
9. Dargislaff
10. Darsow
11. Deep
12. Deutsch Pribbernow
13. Dresow
14. Dummadel
15. Eiersberg
16. Glansee
17. Grandshagen
18. Groß Horst
19. Groß Zapplin
20. Gummin
21. Gumminshof
22. Gumtow
23. Gützelfitz
24. Gützlaffshagen
25. Görke, Kr. Greifenberg i. Pom.
26. Hagenow
27. Hoff
28. Hohen Drosedow
29. Holm
30. Jatzel
31. Kamp-Wustrow
32. Karnitz
33. Kirchhagen
34. Klein Horst
35. Klein Zapplin
36. Klätkow
37. Koldemanz
38. Kukahn
39. Langenhagen
40. Lensin
41. Lewetzow
42. Loppnow
43. Lübsow
44. Medewitz
45. Mittelhagen
46. Muddelmow
47. Ninikow
48. Parpart
49. Prust
50. Pustchow
51. Rensekow
52. Rensin
53. Rewahl
54. Ribbekardt
55. Robe
56. Rottnow
57. Rütznow
58. Schellin
59. Schleffin
60. Schmalentin
61. Schruptow
62. Schwessow
63. Sellin
64. Streckentin
65. Tressin
66. Triebs
67. Trieglaff
68. Vockenhagen
69. Voigtshagen
70. Völschenhagen
71. Wangerin
72. Wendisch Pribbernow
73. Wittenfelde
74. Woedtke
75. Zamow
76. Zarben
77. Zedlin
78. Zimdarse
79. Zirkwitz
80. Zitzmar